# ウラジーミル・アガペーエフ

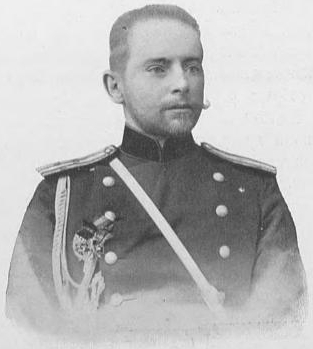
清で撮影(1900年頃)

ウラジーミル・アガペーエフ（ロシア語: Владимир Петрович Агапеев、1876年 - 1956年5月6日）は、ロシア帝国、白軍の軍人、参謀本部中将。

## 経歴

### 軍歴
第1幼年団（幼年学校）、ニコライ騎兵学校（士官学校）、ニコライ参謀本部アカデミー（1901年）を卒業。士官学校卒業後、近衛軽騎兵陛下連隊に配属。日露戦争に従軍し、第3ザアムール旅団参謀長で終戦を迎えた。
- 1907年～1909年：駐セルビア軍事エージェント（駐在武官）
- 1909年：駐ベルギー・オランダ駐在武官、大佐
- 1914年：第10騎兵師団参謀長
- 1915年：第2近衛驃騎兵パヴログラード連隊長。少将に昇進
- 1916年：第6騎兵軍団参謀長
- 1917年：第35軍団参謀長
- 1917年～1918年2月：ユゼフ・ドヴブル＝ムシニツキ将軍指揮下のポーランド軍団参謀長

### 白軍
1918年春、B.シュテインフォンとアレクセイ・フォン・ラムペが率いるハリコフの義勇軍地下センターに加わる。同年末、エカテリンブルクに移り、義勇軍本部に入った。
1919年1月、第2軍団参謀長に任命。4月、アントーン・デニーキンは、アガペーエフを参謀長として承認せず、エフィモフ将軍と交代した。6月3日、中将に昇進。8月、コンスタンチノープルの連合司令部附属南ロシア軍軍事代表に任命。
1920年3月末、代表を解任され、ルコムスキー中将と交代した。

### その後
その後、ユーゴスラビアに亡命し、ロシア全軍連合第4課の活動に従事しつつ、測量軍事大学に勤務した。
1941年、65歳のアガペーエフは、ロシア警備軍団に兵卒として登録された。軍団が東部戦線に送られないことを確信し、1942年秋、オーストリアに移り、チリに移民した。
1950年、アルゼンチンに移り、1956年5月6日、ブエノスアイレスで死去した。

## 著書
- 「1914年8月の第10騎兵師団の戦闘に関するケレル伯爵の報告」（軍事選集第6巻、ベオグラード、1925年）
- 「ロマノフスキー将軍の暗殺」（ベーロエ・ジェロー第2巻、ベルリン、1927年）